# Henry J
Henry J är en bilmodell och ett eget  bilmärke, tillverkat av den amerikanska biltillverkaren Kaiser-Frazer Corp mellan 1951 och 1954.

## Henry J
Under sina första år efter andra världskriget hade Kaiser-Frazer Corp gjort succé och sålt så mycket bilar de förmådde att producera, men redan 1949 började försäljningssiffrorna vika. Styrelseordföranden Henry J. Kaisers lösning var att ta fram en ny, liten och billig bil som alla amerikaner hade råd att köpa, men eftersom företaget saknade egna resurser att ta fram en ny modell vände man sig till de federala myndigheterna för ett lån. Kaisers kompanjon Joseph W. Frazer hade starka invändningar mot hela projektet och när han blev nedröstad valde han att dra sig tillbaka från Kaiser-Frazer Corp.
Den nya bilen, uppkallad efter mr Kaiser själv, var en enkel och konventionell produkt. De fyra- och sexcylindriga motorerna köptes från Willys-Overland. För att hålla priset nere var Henry J ytterst spartansk och saknade till och med bagagelucka men mer komfortutrustning, inklusive öppningsbar bagagelucka, gick att köpa mot pristillägg. Den enklaste fyrcylindriga modellen var runt $200 billigare än en Chevrolet men med sexcylindrig motor och lite mer utrustning var den skillnaden snart utraderad. Det första året såldes cirka 82 000 bilar men sedan tycktes marknaden vara mättad och försäljningen sjönk drastiskt. Tillverkningen upphörde under 1953 men ett antal osålda bilar uppdaterades och såldes som 1954 års modell.
Henry J:s mekaniska komponenter användes även som grund för sportbilen Kaiser-Darrin.

## Allstate

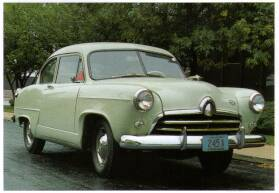
Allstate 1952

Den amerikanska varuhuskedjan Sears Roebuck hade sedan slutet av 1940-talet fört diskussioner om att sälja bilar från Kaiser-Frazer Corp under märkesnamnet Allstate hos egna bilförsäljare i anslutning till sina varuhus. Den okomplicerade och lättservade Henry J var precis vad Sears sökte. Allstate skiljde sig från Henry J genom en annan front, ritad av Alex Tremulis och lite mer påkostad inredning. De hade även batteri och däck av märket Allstate. Förutom försäljningen vid varuhusen fanns bilen även med i Sears Roebucks postorderkatalog. Efterfrågan var dock liten och under 1952 och 1953 såldes inte fler än 2 363 bilar.

## Motorer
| Modell | Motor             | Cylindervolym | Effekt | Bränslesystem   |
| ------ | ----------------- | ------------- | ------ | --------------- |
| Four   | 4-cyl radmotor sv | 2199 cm³      | 68 hk  | Enkel förgasare |
| Six    | 6-cyl radmotor sv | 2638 cm³      | 80 hk  | Enkel förgasare |